# Mauricio Aspe
Edgar Mauricio Aspe López (Cidade do México, 25 de julho de 1973), mais conhecido como Mauricio Aspe, é um ator mexicano. Ele começou sua carreira como ator aos seis anos e como modelo em um comercial assim como o seu irmão, que também foi um modelo.

## Biografia
Aos 17 anos começou a estudar dramaturgia numa das escolas de atuação da Televisa. Seu primeiro trabalho como ator foi na novela María la del Barrio, onde contracenava com a cantora e atriz Thalía e o ator Fernando Colunga. Desde então o ator tem desempenhado inúmeros papéis em várias telenovelas da emissora. 
Foi na Televisa onde ele conheceu a esposa, também uma atriz Margarita Magaña. Em 2000, Maurício e sua esposa tiveram sua primeira filha Shakti, que foi o nome dado pelo Deus da Índia. Sua filha é nas suas palavras, o mais valioso que você tem na sua vida. 
Maurício é um grande amigo de Aitor Iturrioz, com quem atuou na novela Por tu amor. Ele gosta de comida italiana e é um admirador de Pedro Infante e Jennifer Lopez, gosta da praia e do seu esporte preferido é natação.
A correira de Maurício é marcada pelo seu grande carisma, e a facilidade que cada produtor lhe deu teve a oportunidade de participar em várias produções da Televisa. 
Em 2004 Maurício foi convidado por produtores venezuelanos para encarnar o mal Ricardo, e tornar a vida impossível para Scarlet Ortiz e Jorge Aravena em Mi vida eres tú.
Em 2006, ele partiu em viagem para Miami, para se juntar ao elenco de Las dos caras de Ana da produtora Lucero Suárez, telenovela de Televisa atuando junto a Ana Layevska com quem já havia trabalhado em Primer amor... a mil por hora e em La Madrasta.
No ano de 2007 Mauricio fez parte do elenco da telenovela Colombiana Madre Luna compartilhando cenas com os atores, Michel Brown e Saby Kamalich. Em 2008 ele retornou ao México, para atuar em Querida Enemiga novamente com a atriz Ana Layevska, e os atores Gabriel Soto e María Rubio.
Ele também participou da peça teatral Aventurera de Carmen Salinas, disse que um dia gostaria de atuar em filmes, mas de momento não tenha sido apresentada a oportunidade. Atuou no elenco da novela Cuidado con el ángel.

## Trabalhos na televisão
| Ano  | Título                        | Personagem              |
| ---- | ----------------------------- | ----------------------- |
| 2025 | Me atrevo a amarte            | Padre Juan Diego        |
| 2024 | Vivir de amor                 | Armando Cienfuegos      |
| 2019 | Soltero con hijas             | Maurício                |
| 2018 | La piloto 2                   | Arley Mena              |
| 2017 | La piloto                     | Arley Mena              |
| 2016 | Un camino hacia el destino    | Matheus Gomez-Ruiz      |
| 2014 | Las Bravo                     | Patricio                |
| 2012 | La mujer de Judas             | Ernesto Yúnez           |
| 2010 | Sortilegio (telenovela)       | Mario Aguirre           |
| 2008 | Cuidado con el ángel          | Raúl Soto               |
| 2008 | Querida Enemiga               | Arturo Sabogal          |
| 2007 | Madre Luna                    | Román "Veneno" Guerrido |
| 2006 | Las dos caras de Ana          | Ignacio Bustamante      |
| 2005 | Mi vida eres tú               | Ricardo                 |
| 2005 | La Madrastra                  | Heitor San Román        |
| 2004 | Amarte es mi pecado           | Rafael Almanzán         |
| 2002 | Entre el amor y el odio       | Tobías                  |
| 2000 | Por un beso                   | Anselmo                 |
| 2000 | Carita de ángel               | Saturno                 |
| 2000 | La casa en la playa           | Gino Morali             |
| 2000 | Primer amor... a mil por hora | Rodolfo 'Rudy' Medeiros |
| 1999 | Por tu amor                   | René Higueras Ledesma   |
| 1998 | Preciosa                      | Gasonlina               |
| 1997 | Amada enemiga                 | Jorge                   |
| 1996 | La Culpa                      | Toño                    |
| 1999 | Azul                          | Roberto                 |
| 1995 | María la del Barrio           | Aldo Armenteros         |